# باركري كولي
پارڪري ڪوۯي لغة هندية-آرية محكية في سند باكستان. تشترك مع اللغة الماروارية في ثلاثة أرباع الألفاظ والمفردات، وتكتب بأبجدية مشتقة من العربية.

## حواش
1. ↑  Jonathan Kew. p. 11
2. ↑  77%–83%: Ethnologue نسخة محفوظة 18 أكتوبر 2012 على موقع واي باك مشين.